# لیسا والتس
لیسا والتس (انگلیسی: Lisa Waltz؛ زادهٔ ) یک هنرپیشه اهل ایالات متحده آمریکا است.
او در فیلم غبرستان حیوانات خانگی ۲ بازی کرده است.